# Pamparaptor
Pamparaptor là một chi khủng long theropoda sống vào thời kỳ Creta muộn (tầng Turon tới tầng Cenoman) tại nơi ngày nay là tỉnh Neuquén, Patagonia, Argentina. Đây là một chi cơ sở của họ Dromaeosauridae với bàn chân giống của Troodontidae. Mẫu gốc là MUCPv-1163, một hóa thạch bàn chân trái gần như hoàn chỉnh.
Mẫu vật được khai quật từ thành hệ Portezuelo (phân nhóm Río Neuquén) của nhóm Neuquén. Nó ban đầu được xem là cá thể non của một loài khác, Neuquenraptor argentinus. Tuy nhiên, sau đó nó được tái phân loại và đặt trong chi mới Pamparaptor của Juan D. Porfiri, Jorge O. Calvo và Domenica dos Santos năm 2011 với loài điển hình là Pamparaptor micros. Tên chi xuất phát từ Pampas và "raptor" (nghĩa "kẻ cướp"). Tên loài (micros, nghĩa là "nhỏ") là do kích thước mẫu vật (ướt tính có chiều dài chỉ 0,5 đến 0,7 mét (1,6 đến 2,3 ft)).